# Обекти (списание)
„Обекти“ е българско месечно научно-популярно списание.
Основните му теми са науката и технологиите, Земята и Космосът, загадките в света около нас. Първият брой излиза на 15 юли 2009 г. в тираж от 15 000 броя. Обемът на списанието е 96 страници. Издател е „МИТ Прес“, който издава също списание „Мениджър“. Онлайн абонамент за списанието може да се направи на този линк Архив на оригинала от 2009-08-09 в Wayback Machine..

## История
Списание „Обекти“ е създадено през 2009 г. Първият брой излиза на 15 юли 2009 г.
„Истинско приключение“ нарича стартирането му издателят „МИТ Прес“ и обяснява: „Защо започваме този проект? Защото сме убедени, че няма нищо по-вълнуващо от стремежа на човека да опознае света около себе си и Космоса, галактиките и звездите, няма нищо по-завладяващо от научните открития, които придвижват света напред. Това са онези стотици хиляди малки стъпки, които изминава в своето развитие планетата Земя. Във всяка от тези на пръв поглед миниатюрни крачки има истински приключения, вълнуващи съдби, хора, ситуации, които остават встрани от всекидневния информационен поток. Има гениални хрумвания на не по-малко гениални хора. За всичко това ще пише „Обекти“.
Водещата тема в брой 1 е посветена на търсенето на извънземен живот. „Ало, Космоса! Има ли някой там?“ е заглавието на текста, който твърди, че до 2012 г. ще знаем местоположението на поне една обитаема планета, аналог на Земята.
„Мозъкът – инструмент или диктатор?“, „Терминатор: Спасение“: Възможен ли е бунтът на роботите“, „Най-новият писък в модата: нанооблеклата“, „2012: Краят на света се отлага“ са още няколко интересни теми. В специално интервю под заглавие „Климатична катастрофа? Забравете!“ известният германски професор Йозеф Райххолф заявява, че човечеството е оцеляло в много по-тежки условия и след други измислени катаклизми. Научнофантастичният разказ – неотменна част от всеки брой, е „Въпрос на вяра“ от световноизвестния писател Майк Резник.

## Структура
Списанието съдържа 9 раздела.
Новини
Последните информации от света на науката и техниката.
Фокус
„Горещите теми“
Човек
Теми, свързани с начина, по който функционира човешкото тяло, с невероятните възможности на мозъка, със света на гените и медицината, с психологията. Тук е мястото и за онова, което се случва в обществото, за история и за големите умове, които тласкат човечеството напред.
Техно
Всичко за технологиите – от телефони и компютри през военни разработки и строителни чудеса до автомобили и самолети.
Космос
Сами ли сме във Вселената, защо толкова настоятелно изследваме Марс, ще колонизираме ли Слънчевата система, всичко за космическите полети, звездите и планетите.
Наука
Теми за откритията и всекидневната употреба на физиката, химията, математиката, биологията, както и за онова, което все още се разработва.
Земя
Природни феномени, странности за животни и растения, алтернативна енергия, екология, генно модифицирани храни.
Мистерии
Загадъчни явления, неизяснени моменти от историята, странни артефакти, феномени.
IQ
Интервюта с учени, специални статии, прогнози, тестове, полезна информация и научнофантастични разкази.

## Редактори
Главен редактор е Дарина Младенова, заместник главен редактор – Елена Панова, наблюдател – Начо Стригулев, редактори – Петър Кънев, Владимир Тодоров, арт директор – Йохан Карлсон.